# Carpilis consimilis
Carpilis consimilis är en insektsart som beskrevs av Barber 1949. Carpilis consimilis ingår i släktet Carpilis och familjen Rhyparochromidae. Inga underarter finns listade i Catalogue of Life.